# Gang Gang Dance
Gang Gang Dance est un groupe de rock expérimental américain, originaire de New York. La musique du quatuor est un mélange de rock et d'electro, additionné à des influences puisées dans les musiques tribales (le groupe est d'ailleurs parfois qualifié de « néo-tribal » ou « néo-primitiviste »). Le groupe est également remarqué pour ses concerts où l'improvisation se fait très présente: un collage d'improvisations lives a d'ailleurs été publié sur l'EP Hillulah.

## Biographie
Gang Gang Dance est formé en 2001 par le claviériste Brian DeGraw et le batteur Tim DeWit, avec qui ils se sont rencontrés à Washington, D.C. en 1993 et ont au joué dans The Cranium. En 1998, le groupe publie un album, A New Music for a New Kitchen, au label Slowdime Records, qui est décrit comme « deconstructioniste anti-musique » et de « presque-bruitiste criminel » avant de se séparer. En tournée, DeGraw et DeWit font la rencontre de la vocaliste Liz Bougatsos (qui les rejoindra quelques années plus tard), une frontwoman pour le groupe new-yorkais Russia. Après la séparation de The Cranium, DeGraw et DeWit se délocalisent à New York. DeGraw, et le guitariste Josh Diamond (futur membre de Gang Gang Dance) joue dans le projet expérimental du réalisateur Harmony Korine, SSAB Songs.
Au début des années 2000, DeGraw, DeWit, et Diamond forment Death and Dying, un groupe éphémère, aux côtés de Bougatsos et Nathan Maddox, qui évolue en Gang Gang Dance. En août 2002, Maddox, 25 ans, meurt frappé par la foudre lors d'un orage violent qu'il regarde depuis le toit d'un building au Chinatown de Manhattan. Désormais un quatuor, le groupe signe au label The Social Registry en 2004 pour la sortie du premier album, Revival of the Shittest, suivi par l'EP Hillulah (2005)et d'un deuxième album, God's Money (2005). Les critiques félicitent l'approche unique de Bougatsos. Jo-Anne Green d'AllMusic explique que « sans elle, God's Money errerait dans un monde électronique sans changement... Avec elle, l'expérience musicale est tellement plus complexe. » En 2007, The Social Registry sort le CD/DVD Retina Riddim, puis Saint Dymphna suit un an plus tard.
En août 2008, le groupe conduit le chapitre Brooklyn sur 88 Boadrum. Un mois plus tard, le quatrième album, Saint Dymphna, sort et est bien accueilli.
En 2010, le groupe reçoit des royalties du groupe Florence and the Machine. Les membres de Gang Gang Dance avaient remarqué qu'un phrasé ('how quickly the glamour fades') de leur morceau Rabbit Heart (Raise It Up était utilisé dans House Jam. En 2011, ils publient l'album Eye Contact, qui est très bien accueilli et élu Best New Music par Pitchfork qui, comme le New York Magazine l'élit meilleur album de l'année et The Guardian. Le groupe est choisi par Animal Collective pour jouer au festival All Tomorrow's Parties en mai 2011. En 2013, le membre fondateur, Brian DeGraw, sort un album solo sous le nom de bEEdEEgEE. L'album est intitulé SUM/ONE et sort au label 4AD.
Le 10 avril 2018, Gang Gang Dance annonce on premier album en sept ans, Kazuashita, et partage le premier single, Lotus L'album est annoncé le 22 juin 2018 chez 4AD.

## Membres
- Liz Bougatsos
- Brian Degraw
- Josh Diamond
- Tim Dewitt

## Discographie

### Albums studio
- 2004 : Gang Gang Dance (The Social Registry)
- 2004 : Revival of the Shittest (The Social Registry)
- 2005 : God's Money (The Social Registry)
- 2008 : Saint Dymphna (Warp)
- 2011 : Eye Contact (4AD)
- 2018 : Kazuashita (4AD)

### EP
- 2005 : Hillulah (The Social Registry)